# Тулува Нараса Наяка
Тулува Нараса Наяка (телугу తుళువ నరస నాయకుడు; 18 марта 1438, Хампи — 6 октября 1503, Пенуконда) — крупный виджаянагарский военачальник и государственный деятель. Родоначальник династии Тулува. Отец трех первых царей Виджаянагара из династии Тулува.

## Биография
Родился 18 марта 1438 года в Хампи. Сын виджаянагарского военачальника Тулувы Ишвары Наяки. После смерти короля Нарасимхи Салувы в 1491 году его старший сын и наследный принц Тхимма Бхупала был убит командующим армией. Нараса Наяка короновал другого принца, Нарасимху Райю II, но сохранил все административные полномочия, чтобы обеспечить стабильность в Виджаянагарской империи. Его называли ракшакартой (защитником) и свами (лордом). Он занимал должности сенадхипати (главнокомандующего), махапрадханы (премьер-министра) и карьякарты (агента) царя. Он успешно отразил нападения правителей Бахманийского султаната и Гаджапати, подавил множество восстаний мятежных вождей, пытаясь добиться своей независимости.
После смерти короля Салувы Нарасимхи в 1491 году наследный принц Тхимма Бхупала был убит командующим армией. Верный Нараса Наяка затем короновал другого принца, Нарасимху Райю II, но сохранил все административные полномочия, чтобы обеспечить стабильность в королевстве. Нарасимха Рай II был подростком, когда он стал императором империи Виджаянагара, и реальная власть находилась в руках его опекуна, Тулувы Нарасы Наяки. В 1494 году Нарса захватил Нарасимху II в крепости Пенуконда. Нарса правил Виджаянагаром под именем Нарасимха Райя II.
В августе 1463 года, когда Виджаянагаром правил Салува Нарасимха Дева Райя, регион к югу от реки Кавери выскользнул из-под контроля империи, когда монарх был занят защитой интересов ближе к столице. В 1496 году Нараса Наяка двинулся на юг и взял под контроль мятежных вождей, таких как губернатор Тируччираппалли по имени Салас Рай и Танджавур по имени Викрам Шах. Вся территория к югу от Кавери до мыса Коморин была взята под контроль. Вожди Чола, Чера, Мадурай, Хеуна или Хойсала, вождь Шрирангапатнама и Гокарны на западном побережье были взяты под контроль империи Виджаянагар в одной долгой успешной кампании, которая закончилась в мае 1497 года.
27 ноября 1496 года король Гаджапати Пратапарудра атаковал Виджаянагарскую империю и продвинулся до Пеннара, но Нараса Наяка выстоял и добился успеха в безвыходном положении.
Нараса Наяка потратил мало времени на стабилизацию империи. Бахманийский султанат к этому времени распаллся’ на более мелкие независимые султанаты. Бахманийский министр Касим Барид предложил Нарасе Наяке форты Райчур и Мудгал в обмен на помощь в победе над Юсуфом Адилем Ханом, султаном Биджапура. Согласно трудам Феришты, Нараса Наяка отправил армию в район Райчур (Доаб), которая опустошила район в Доабе. Юсуф Адил-шах потерял эту часть Доаба и неоднократные попытки вернуть её не увенчались успехом. Не сумев победить его в битве, Юсуф Адил-шах пригласил Нарасу Наяку в Биджапур с мирным предложением и убил Нарасу Наяку и семьдесят высокопоставленных офицеров. Однако только в 1502 году правитель Биджапура смог вернуть регион Доаб у Виджаянагарской империи. К концу своего правления Тулува Нараса Наяка фактически осуществил мечту своего монарха Салувы Нарасимхи Девы Райи в защите интересов империи. Он создал сильную администрацию и эффективную армию. Он восстановил контроль над крупными владениями в Южной Индии, держал в страхе бахманийских султанов и царя Гаджапати и взял под контроль мятежных вождей, освободив место для золотой эры Виджаянагары под руководством своего талантливого и способного сына Кришнадевараи.
Ему наследовал его старший сын Виранарасимха Райя в 1503 году.